# Senzo
Senzo is een Nederlands scootermerk waarbij de productie voornamelijk in China plaatsvindt.
Door de productie voor het grootste deel uit te besteden, kunnen deze scooters verkocht worden met een lagere aanschafprijs dan scootermerken zoals Yamaha en Piaggio. De Senzo-scooters werden vanaf 2010 op de Nederlandse markt gebracht. Elke scooter is voorzien van het Europees EEC-keurmerk.
De scooters zijn verkrijgbaar in standaarduitvoering (benzine) en elektrische uitvoering. Bij de standaarduitvoering wordt gebruikgemaakt van een GY6-viertaktmotorblok. Dit wordt ook toegepast bij sommige scooters en bromfietsen van Peugeot, Kymco en SYM. Bij de elektrische uitvoering wordt vaak gebruikgemaakt van een Bosch-motor. De scooters worden deels gefabriceerd in China en afgemonteerd in Nederland. In de periode van 2010 tot 2019 werden in Nederland, België en Duitsland circa 20.000 Senzo-scooters verkocht.